# Fritz Reiner
Pour les articles homonymes, voir Reiner.
Fritz Reiner, né le 19 décembre 1888 à Budapest et mort le 15 novembre 1963 à New York, est un chef d'orchestre hongrois naturalisé américain en 1928.

## Biographie
Il étudie tout d'abord le piano en Hongrie, avant d'obtenir à seize ans, en 1905, son diplôme au Conservatoire de Budapest. À partir de 1909, il devient chef d'orchestre à Budapest, puis à l'Opéra de Dresde.
Comme son compatriote Eugene Ormandy, il s'expatrie aux États-Unis, où il dirige, de 1922 à 1931, l’Orchestre symphonique de Cincinnati, succédant à Eugène Ysaÿe qui avait donné sa démission en mai 1922. Par la suite, il prend la tête de l'Orchestre symphonique de Pittsburgh, dont il est le directeur musical de 1938 à 1948, tout en dirigeant au Metropolitan Opera. Pendant cette période, il enseigne la direction d'orchestre au Curtis Institute of Music à des étudiants comme Leonard Bernstein ou Lukas Foss.
Sa consécration arrive lorsqu'il est nommé chef permanent de l’Orchestre symphonique de Chicago, qu’il dirige de 1953 à 1963. Il fait de cet ensemble l'un des meilleurs des États-Unis et réalise avec lui des enregistrements qui constituent encore aujourd'hui des références.

## Répertoire
Son répertoire assez classique ne l'empêche pas de défendre la musique de son compatriote Béla Bartók ou de Richard Strauss, Gustav Mahler (Symphonie no 4, Das Lied von der Erde) ou Dmitri Chostakovitch (Symphonie no 6 avec Pittsburgh). Ses interprétations des symphonies de Beethoven restent également en tête des discographies comparées.

## Vie privée
Reiner a été marié trois fois, dont une fois à une fille d'Etelka Gerster, et a eu trois filles. Sa santé s'est détériorée après une crise cardiaque en octobre 1960. Il est décédé à New York le 15 novembre 1963, à l'âge de 74 ans. Sa dernière épouse est morte en 1983.